# Радуза
Раду̀за (на италиански и на сицилиански Raddusa) е малко градче и община в Южна Италия, провинция Катания, автономен регион и остров Сицилия. Разположено е на 250 m надморска височина. Населението на общината е 3285 души (към 2010 г.).